# Pío Caro Baroja
Pío Caro Baroja (Madrid, 5 de abril de 1928- Málaga, 30 de noviembre de 2015) fue un director de cine y de televisión, guionista y escritor español.

## Biografía
Es el cuarto hijo del editor Rafael Caro Raggio y de la escritora y etnóloga Carmen Baroja y Nessi. Fue sobrino del escritor Pío Baroja y del pintor y escritor Ricardo Baroja, y hermano del antropólogo, historiador, lingüista, folklorista y ensayista Julio Caro Baroja. Se casó con Josefina Jaureguialzo Zubeldia y tuvieron dos hijos, Carmen Caro Jaureguialzo (1962), archivera y bibliotecaria del Estado, y el editor y escritor Pío Caro-Baroja Jaureguialzo (1969).
Tras el fallecimiento de Pío Baroja, Caro regresó a España. A partir de entonces, junto con su hermano Julio, se dedicó a documentar el folclore español, inicialmente colaborando con NO-DO y posteriormente con Televisión Española.
Pío Caro también se dedicó a la escritura. Entre sus obras se encuentran El gachupín. En busca de la juventud perdida, El águila y la serpiente y la memoria La barca de Caronte.
Falleció a los 87 años en su finca "El Carambuco" en el distrito malagueño de Churriana el 30 de noviembre de 2015.
En 2020, su hijo Pío Caro Jaureguialzo publicó El cuaderno de la ausencia, un libro en el que reflexiona sobre la muerte del padre.

## Filmografía

### Como director
- El mayorazgo de Labraz (1983, miniserie)
- Navarra, las cuatro estaciones (1972)
- Las vidrieras de la catedral de Toledo (1972)
- De mar a mar por los Pirineos (1971)
- El castillo medieval (1969)
- La ciudad medieval (1969)
- El pueblo medieval (1969)
- Romería de la Virgen de la Peña (1969)
- El País Vasco de Pío Baroja (1967)
- El País Vasco (1966)
- La última vuelta del camino (1965)
- El Carnaval de Lanz (1964)
- Los diablos danzantes (1964)
- El Greco en Toledo (1959)
- El entierro del conde de Orgaz (1959)

### Como guionista
- De mar a mar por los Pirineos (1971)
- Romería de la Virgen de la Peña (1969)
- La última vuelta del camino (1965)
- El Greco en Toledo (1959)
- El entierro del conde de Orgaz (1959)

## Narrativa
- El gachupín. En busca de la juventud perdida (1995)
- Itinerario sentimental (Guía de Itzea) (1995)
- El águila y la serpiente (1997)
- La barca de Caronte (Epístolas para la otra orilla) (1999)
- Crónica Barojiana (2000)